# Dammann Maschinenbau

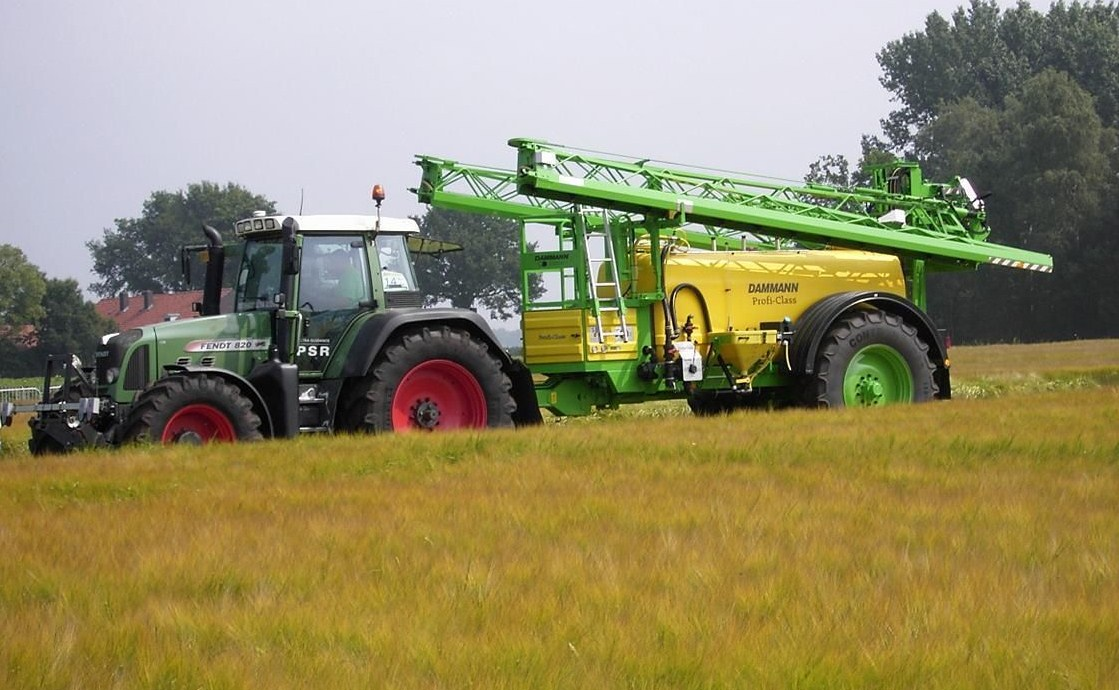
Anhängespritze von Dammann

Die Herbert Dammann GmbH (Eigenschreibweise HERBERT DAMMANN GmbH) ist ein deutscher Hersteller von Selbstfahr-, Anhänge- und Aufbauspritzen für den landwirtschaftlichen Einsatz. Des Weiteren gehören zum Angebot Flughafen-De-Icer für Start- und Landebahnen sowie Kommunalsprüher für den Ganzjahreseinsatz. Zur Dammann GmbH gehört auch eine Unimog-Vertragswerkstatt. Das Unternehmen wurde am 15. März 1979 gegründet.

## Geschichte
Bereits im Jahr 1968 baute Herbert Dammann sein erstes Pflanzenschutzgerät mit einem automatisch klappenden Gestänge bei einer Arbeitsbreite von 15 Metern. 1983 wurde eine Aufbauspritze für den Unimog entwickelt, die eine Gestängebreite von 36 Metern aufwies. 1984 brachte Dammann die erste Selbstfahrspritze in Deutschland auf den Markt. Diese basierte auf dem MB-trac. Später wurde auf den Unimog als Basisfahrzeug gewechselt, was teilweise bis heute beibehalten wurde. TSD-System wurde zur Maschine des Jahres 2012 in der Kategorie Bestandesführung gewählt. Mit der Profi-Class bietet Dammann Anhängespritzen mit einem Volumen bis 20.000 Litern an.

## Technische Entwicklungen

### HD Night-Lux
Von der DLG erhielt Dammann im Jahr 2009 die Silbermedaille für die Spritzkegelbeleuchtung Night-Lux. Dabei werden die Spritzkegel von einzelnen LEDs angestrahlt. Somit kann man auch während der Dunkelheit spritzen. Kombiniert ist das System mit Hinderniserkennungssystemen.

### Dual-Air-System
Das Dual-Air-System bezeichnet luftunterstütztes Spritzen. Dabei wird der Spritzstrahl durch einen Luftstrahl geschützt, welcher vor und hinter der Düse in den Bestand dringt. Dadurch wird z. B. in Kartoffeln eine gute Bestandsdurchdringung erreicht. Die Luftleistung liegt bei rund 50.000 Kubikmetern Luft je Stunde.

### TSD-System
Mit dem TSD System (Teilflächen spezifische Düsenleitung) können während einer Überfahrt zwei Behandlungen durchgeführt werden. Dazu sind Pumpen, Düsenleitung, Armaturen und Regeleinrichtungen doppelt vorhanden. Während mit der Einheit A eine ganzflächige Behandlung durchgeführt wird, kann mit Einheit B eine punktuelle Behandlung erfolgen. Dazu verfügt die Einheit B über die Quattrodüsenträger. Dabei werden verschiedene Düsen gleichzeitig aktiviert um im optimalen Druckbereich zu bleiben, während man die Aufwandmenge ändert. Einheit B wird entweder durch Applikationskarten oder durch Sensoren am Gestänge gesteuert.

### DAMMANN-trac
Mit dem DAMMANN-trac DT 3200 H hat das Unternehmen einen großen Selbstfahrer mit 25 t zulässigem Gesamtgewicht im Sortiment. Angetrieben von einem Mercedes Motor mit 324 PS beträgt die maximale Fahrgeschwindigkeit 40 km/h. Fassvolumen von 12.000 Litern sind ebenso möglich wie Arbeitsbreiten von bis zu 42 Metern. Dieses Fahrzeug kann auch zusammen mit einem Großflächenstreuer zur Düngung genutzt werden.